# Камалдін Сулемана
Камалдін Сулемана (фр. Kamaldeen Sulemana, також відомий як Камалдін, нар. 15 лютого 2002, Течиман, Гана) — ганський футболіст, вінгер «Саутгемптона» та національної збірної Гани.

## Клубна кар'єра
Камалдін Сулемана є вихованцем ганської футбольної академії «Райт ту Дрім». У 2020 році він перебрався до Європи, де підписав п'ятирічний контракт з данським клубом «Норшелланн». 23 лютого 2020 року він дебютував у данському чемпіонаті.
Влітку 2021 року французький «Ренн» викупив контракт ганського футболіста і Сулемана підписав з французьким клубом контракт на п'ять років. Сума трансферу становила 20 млн євро, що стало рекордом для гравця, що переходив з данського клубу. Першу гру у новому клубі Сулемана зіграв 8 серпня 2021 року.

## Збірна
У вересні 2020 року Камалдін Сулемана отримав виклик до національної збірної Гани. А першу гру у збірній провів 9 жовтня 2020 року проти команди Малі. Внесений в заявку збірної Гани на участь у Кубка африканських націй у Камеруні у січні-лютому 2022 року.

## Статистика виступів

### Статистика виступів за збірну
Станом на 27 березня 2023 року
| Дата       | Місто     | Господарі      | Результат | Гості             | Турнір                                   | Голи | Примітки |
| ---------- | --------- | -------------- | --------- | ----------------- | ---------------------------------------- | ---- | -------- |
| 9-10-2020  | Манавгат  | Малі           | 3 – 0     | Гана              | товариський матч                         | -    | 42'      |
| 12-10-2020 | Аксу      | Гана           | 5 – 1     | Катар             | товариський матч                         | -    | 64'      |
| 3-9-2021   | Кейп-Кост | Гана           | 1 – 0     | Ефіопія           | Відбір до ЧС 2022                        | -    | 69'      |
| 9-10-2021  | Кейп-Кост | Гана           | 3 – 1     | Зімбабве          | Відбір до ЧС 2022                        | -    | 79'      |
| 12-10-2021 | Хараре    | Зімбабве       | 0 – 1     | Гана              | Відбір до ЧС 2022                        | -    | 60'      |
| 11-11-2021 | Совето    | Ефіопія        | 1 – 1     | Гана              | Відбір до ЧС 2022                        | -    | 77'      |
| 14-11-2021 | Кейп-Кост | Гана           | 1 – 0     | ПАР               | Відбір до ЧС 2022                        | -    | 87'      |
| 10-1-2022  | Яунде     | Марокко        | 1 – 0     | Гана              | Кубок африканських націй 2021 - 1-й етап | -    | 87'      |
| 14-1-2022  | Яунде     | Габон          | 1 – 1     | Гана              | Кубок африканських націй 2021 - 1-й етап | -    | 61'      |
| 18-1-2022  | Гаруа     | Гана           | 2 – 3     | Коморські Острови | Кубок африканських націй 2021 - 1-й етап | -    | 60'      |
| 5-6-2022   | Луанда    | ЦАР            | 1 – 1     | Гана              | Відбір до Кубка африканських націй 2023  | -    | 63'      |
| 23-9-2022  | Гавр      | Бразилія       | 3 – 0     | Гана              | товариський матч                         | -    | 46'      |
| 17-11-2022 | Абу-Дабі  | Гана           | 2 – 0     | Швейцарія         | товариський матч                         | -    | 62' 66'  |
| 28-11-2022 | Ер-Раян   | Південна Корея | 2 – 3     | Гана              | ЧС 2022 - груповий етап                  | -    | 78'      |
| 2-12-2022  | Ель-Вакра | Гана           | 0 – 2     | Уругвай           | ЧС 2022 - груповий етап                  | -    | 46' 86'  |
| 23-3-2023  | Кумасі    | Гана           | 1 – 0     | Ангола            | Відбір до Кубка африканських націй 2023  | -    | 83'      |
| 27-3-2023  | Луанда    | Ангола         | 1 – 1     | Гана              | Відбір до Кубка африканських націй 2023  | -    | 61'      |
| Усього     |           | Матчів         | 17        |                   | Голів                                    | 0    |          |